# Арно Бабаджанян
Арно́ Арутю́нович Бабаджаня́н (вірм. Առնո Բաբաջանյան) (22 січня 1921, Єреван — 11 листопада 1983, Єреван) — радянський композитор і піаніст вірменського походження.
Народний артист СРСР (1971).
Композитор набув величезної популярності як композитор-пісенник, успішно співпрацював з поетом Робертом Рождественським і співаками Муслімом Магомаєвим і Йосипом Кобзоном (пісні «Королева краси», «Блакитна тайга», «Посміхнися», «Будь зі мною», «В неждану годину», «Зустріч», «Спогад», «Поклич мене», «Загадай бажання», «Дякую тобі», «Весілля»). Феноменальний успіх випав і на долю пісень, написаних у співавторстві з Євгеном Євтушенко («Не поспішай», «Чортове колесо», «Твої сліди»), Андрієм Вознесенським («Рік любові», «Москва-річка», «Поверни мені музику»), Леонідом Дербеньовим («Найкраще місто землі»). «Пісня першого кохання» і «Єреван» сприймаються як гімн рідному місту. Щонайширше визнання має «Ноктюрн».

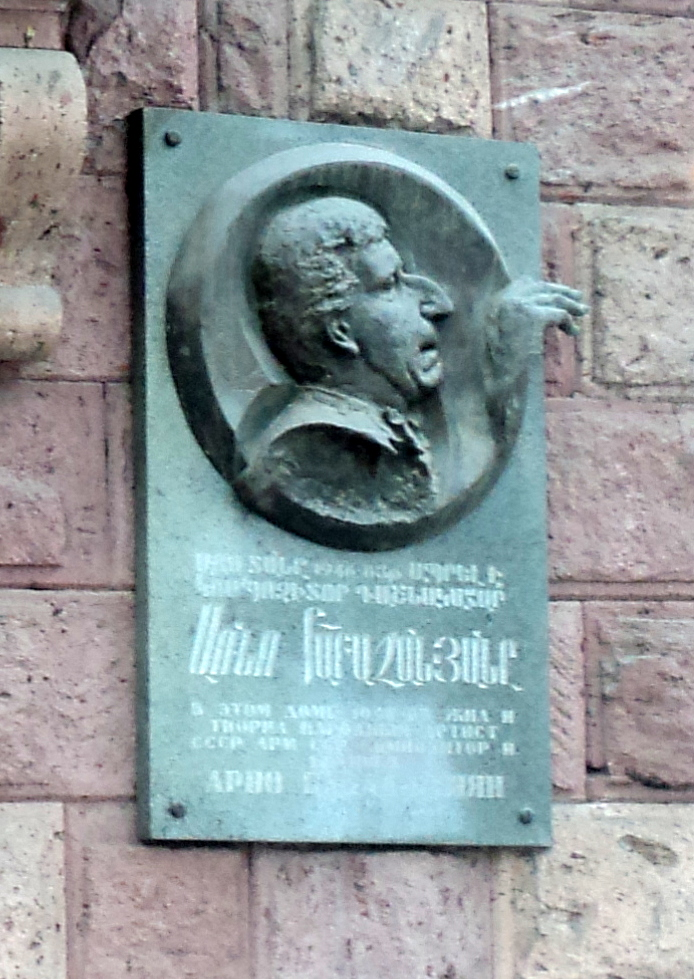

## Нагороди та премії
- Сталінська премія третього ступеня (1951) — за «Героїчну баладу для фортепіано з оркестром» (1950)
- Державна премія Вірменської РСР (1967)
- Державна премія Вірменської РСР (1983 — посмертно)
- Народний артист СРСР (1971)
- Народний артист Вірменської РСР (1962)
- Орден Леніна
- Орден Трудового Червоного Прапора

На його честь названо астероїд 9017 Бабаджанян.